# Kolonia Pęplino Pierwsze
Kolonia Pęplino Pierwsze – nieoficjalna kolonia wsi Pęplino w Polsce położona w województwie pomorskim, w powiecie słupskim, w gminie Ustka.
Miejscowość wchodzi w skład sołectwa Pęplino.
W latach 1975–1998 miejscowość administracyjnie należała do województwa słupskiego.